# Brunetto Bucciarelli-Ducci
Brunetto Bucciarelli-Ducci, né à Terranuova Bracciolini le 18 juin 1914 et mort à Arezzo le 4 février 1994, est une personnalité politique et magistrat italien.

## Biographie
Diplômé en droit en 1937 puis nommé magistrat, il participe à la Seconde Guerre mondiale, après laquelle il revient à la magistrature. Élu député démocrate-chrétien le 18 avril 1948 pour la circonscription de Sienne-Arezzo-Grosseto pour le compte de la Démocratie chrétienne, il est réélu de 1953 à 1972. Il exerce la fonction de président de la commission pour les autorisations de procédure à la Chambre des députés. 
Vice-président de la Chambre des députés du 12 juin 1958 au 15 mai 1963, au cours de la troisième législature, il est réélu à ce poste au début de la législature suivante ; le 26 juin 1963, il succède à Giovanni Leone, devenu chef du gouvernement, à la présidence de la Chambre et reste en charge jusqu'en juin 1968.
Il est élu juge de la Cour constitutionnelle par le Parlement en séance commune en janvier 1977 et reste en charge jusqu'en janvier 1986.
Son nom figure sur la liste de membres de la loge P2 retrouvée dans la villa de Licio Gelli le 17 mars 1981.

## Décorations
- Chevalier grand-croix de l'Ordre du Mérite de la République italienne

## Œuvres
- Profili e problemi, Rome, C. Colombo, 1968.